# Джиро ді Ломбардія
Джиро ді Ломбардія (італ. Giro di Lombardia) — щорічна класична одноденна велогонка, що проходить по італійській Ломбардії. Вона традиційно закриває сезон у професійному велоспорті, і зветься «класикою опалого листя» (la classica delle foglie mort).

## Історія

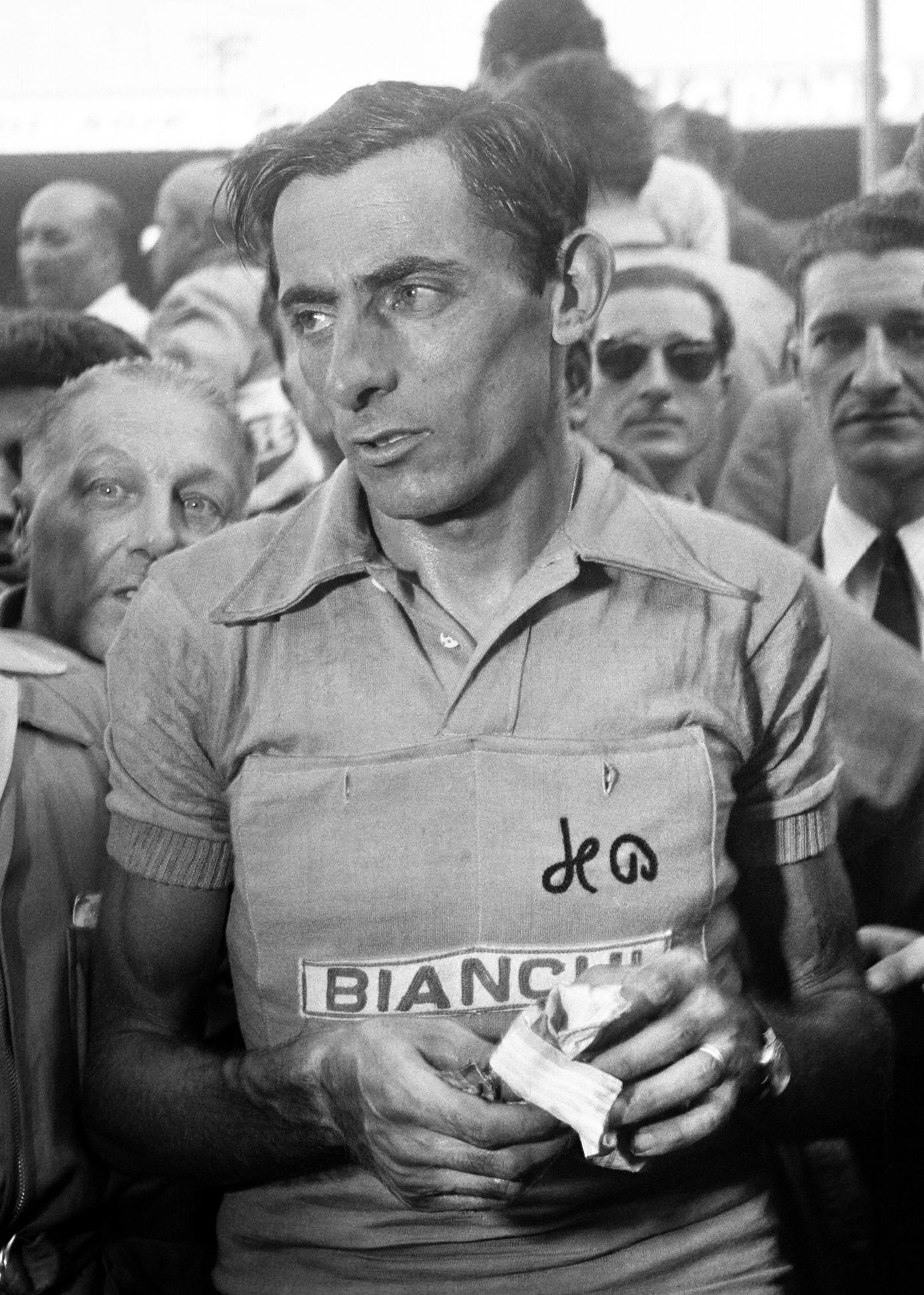
П'ятиразовий переможець гонки Фаусто Коппі

Перша гонка «Мілан — Мілан», організована «La Gazzetta dello Sport», відбулася 12 листопада 1905 року. Маршрут був прокладений по посередніх дорогах, а біля Креми гонщикам потрібно було перейти через рейки. «Червоний диявол» Джованні Джербі, який йшов першим, попередньо накидав землі в одному місці рейок і проскочив їх на велосипеді. Переслідувачі були не такими вдалими, що спричинило масовий завал. На фініші Джербі «привіз» суперникам 40 хвилин. Попри погану організацію дебютної гонки, вона (з 1907 року «Джиро ді Ломбардія») стала дуже популярною. На ній перемагали лідери тієї епохи велоспорту, такі як Франсуа Фабер і Анрі Пеліссьє. Попри близькість фронту, гонка проходила і під час Першої світової війни. У 1920-х роках в маршрут Джиро увійшли ряд підйомів, що стали візитною карткою велогонки. Найвідомішим з них є Мадонна дель Гізалло, на вершині пагорба знаходиться паломницька церква явлення Богородиці. У 1949 році за згодою папи Пія XII Мадонна дель Гізалло була оголошена покровителькою велосипедистів, а в самій церкві розташовується невеликий веломузей.
Особливо ретельно готувалися до Джиро господарі-італійці, в 1921—1950 роках вони не давали змоги іноземцям виграти велогонку. За більш ніж вікову історію гонка не відбулася всього двічі, в 1943 і 1944 роках, коли північ Італії окупували німці. Перші повоєнні роки пройшли під зверхністю Фаусто Коппі, який здобув перемогу в Джиро рекордні 5 разів. У 1950-х маршрут став більш рівнинним і завершувався спринтом на треку Вігореллі. У 1960-х роках фініш гонки був винесений з Мілана в Комо, а дистанція отримала нові підйоми, які ускладнювались ближче до фінішу. У 1965 році велогонка вперше пройшла навколо озера Комо, що сьогодні вважається традиційним. Пізніше гонка часто змінювала пункти старти та фінішу, в останні роки гонщики стартували навіть з прикордонного швейцарського Мендрізіо.

## Маршрут

Маршрут 2008 року

| роки                   | початок                | кінець                   |
| ---------------------- | ---------------------- | ------------------------ |
| 1905—1960              | старт і фініш в Мілані | старт і фініш в Мілані   |
| 1961—1984              | Мілан                  | Комо                     |
| 1985—1989              | Комо                   | Мілан (Міланський собор) |
| 1990—1994              | Мілан                  | Монца                    |
| 1995—2001              | Варезе                 | Бергамо                  |
| 2002                   | Канту                  | Бергамо                  |
| 2003                   | Комо                   | Бергамо                  |
| 2004—2006              | Мендрізіо              | Комо                     |
| 2007—2009              | Варезе                 | Комо                     |
| 2010                   | Мілан                  | Комо                     |
| 2011                   | Мілан                  | Лекко                    |
| 2012—2013              | Бергамо                | Лекко                    |
| 2014, 2016, 2021, 2023 | Комо                   | Бергамо                  |
| 2015, 2017—2020, 2022  | Бергамо                | Комо                     |